# Franka Potente
Franka Potente (sinh ngày 22 tháng 7 năm 1974) là một nữ diễn viên phim và ca sĩ người Đức. Cô được biết đến ngay từ bộ phim đầu tay lãng mạn năm 1995 After Five in the Forest Primeval, đặc biệt nổi bật qua phim Run Lola Run năm 1998 được đề cử tới 41 giải thưởng, giành 26 giải, có các giải quan trọng tại Liên hoan phim Sundance và Liên hoan phim Seattle, 8 giải của Giải phim Đức, đề cử giải Sư tử vàng tại Liên hoan phim Venice; tham gia phim Blow năm 2001; phim Che năm 2008, tuy nhiên không tham gia phim nổi tiếng như dự kiến Giáo hoàng Joan năm 2009.
Cô cũng tham gia phim Thượng Hải với một số ngôi sao châu Á năm 2010, tham gia phim truyền hình nổi tiếng House năm 2009 trong 2 tập...Cô đã nhận giải diễn viên nữ xuất sắc nhất của Giải phim Đức năm 2010.

## Các phim đã đóng
| Năm  | Tên                               | Vai                             | Ghi chú                                                              |
| ---- | --------------------------------- | ------------------------------- | -------------------------------------------------------------------- |
| 1995 | After Five in the Forest Primeval | Anna                            | Bavarian Film Award – Best Young Actress                             |
| 1997 | Coming In                         | Nina                            | Television film                                                      |
| 1998 | Opernball                         | Gabrielle Becker                | Television film Bavarian TV Award – Best Actress                     |
| 1998 | Run Lola Run                      | Lola                            | Bambi Award – Best Actress                                           |
| 1998 | Bin ich schön?                    | Linda                           |                                                                      |
| 1999 | Downhill City                     | Peggy                           | Television film                                                      |
| 2000 | Anatomy                           | Paula Henning                   |                                                                      |
| 2000 | The Princess and the Warrior      | Simone 'Sissi' Schmidt          |                                                                      |
| 2001 | Blow                              | Barbara Buckley                 |                                                                      |
| 2001 | Storytelling                      | Editor                          |                                                                      |
| 2002 | The Bourne Identity               | Marie Helena Kreutz             |                                                                      |
| 2002 | All I Want                        | Jane                            |                                                                      |
| 2003 | I Love Your Work                  | Mia                             |                                                                      |
| 2003 | Blueprint                         | Iris Sellin/Siri Sellin         |                                                                      |
| 2003 | Anatomy 2                         | Paula Henning                   |                                                                      |
| 2004 | The Bourne Supremacy              | Marie Helena Kreutz             |                                                                      |
| 2004 | Creep                             | Kate                            |                                                                      |
| 2005 | The Elementary Particles          | Annabelle                       |                                                                      |
| 2006 | The Shield                        | Diro Kesakhian                  | TV series. 3 episodes                                                |
| 2006 | Der die Tollkirsche ausgräbt      |                                 | Silent black-and-white movie, written and directed by Franka Potente |
| 2007 | Romulus, My Father                | Christine Anna Gaita (née Dörr) |                                                                      |
| 2007 | The Bourne Ultimatum              | Marie Helena Kreutz             | Flashbacks only                                                      |
| 2007 | Eichmann                          | Vera Less                       |                                                                      |
| 2008 | Che                               | Tamara "Tania" Bunke            |                                                                      |
| 2008 | The Bridge                        | Elfie Bauer                     |                                                                      |
| 2009 | Pope Joan                         | Joan                            |                                                                      |
| 2009 | House                             | Lydia                           | TV series, episode "Broken"                                          |
| 2010 | Psych                             | Nadia                           | TV series, episode "One, Maybe Two, Ways Out"                        |
| 2010 | Shanghai                          | Leni                            |                                                                      |
| 2011 | The Sinking of the Laconia        | Hilda Smith                     | Television film - BBC Productions                                    |
| 2012 | Copper                            | Eva Heissan                     | TV series, main cast                                                 |